# Ameneh Bahrami
Ameneh Bahrami (persiska: آمنه بهرامی), född 29 september 1978 i Teheran är en iransk kvinna som i oktober 2004 blev blind i en syraattack. Hon blev internationellt omtalad efter att ha begärt att den som utförde attacken, Majid Movahedi, skulle straffas genom att få sin syn förstörd. Straffet är tillåtet enligt qisas-principen i sharia-lagstiftning och utdömdes 2008, men genomfördes inte då Bahrami 2011 benådade sin angripare. Bestraffningen att få sin syn förstörd genomfördes för första gången 2015 i ett annat liknande brottsfall.

## Attacken
Movahedi hade enligt uppgift gjort närmanden mot Bahrami när de bägge var studenter vid universitetet i Teheran. När Bahrami ratade Movahedi övergick han till trakasserier, men det hade inte gjorts någon polisanmälan. En dag i oktober 2004 promenerade Bahrami hem från sitt arbete på ett medicinteknikföretag  då Movahedi antastade henne. Hon lyckades slita sig loss, men Movahedi hindrade hennes väg och kastade syra i hennes ansikte. Hon genomgick sedan 17 operationer, några av dessa i Spanien, men hennes utseende blev allvarligt vanställt och hon blev blind på bägge ögonen. Den iranska regeringen har betalt motsvarande omkring £22 500 för hennes behandlingar.

## Rättegång och reaktioner
Bahrami vittnade mot Movahedi vid den efterföljande rättegången. Hon meddelade domstolen att hon önskade "ge förövaren samma liv som han orsakat för henne", och begärde att tjugo droppar med syra skulle droppas i hans ögon.
Den allmänne åklagaren Mahmoud Salarkia försvarade straffet och sa "Om denna dom blir känd och publicerad i nyhetsmedier så kommer det att förhindra att sådana angrepp upprepas", och framhöll att "medvetenhet om straffpåföljden har en enorm avskräckande effekt på denna typ av brott." Domen fick dock stark kritik från människorättsjurister.
Bestraffningen skulle genomföras den 15 april 2009. Domstolen avslog Movahedi's överklagande, dock genomfördes inte bestraffningen vid detta tillfälle.
Ett nytt datum, den 14 maj 2011, bestämdes för bestraffningen, men återigen genomfördes det inte, utan sköts upp på obestämd tid. Den 31 juli 2011 meddelade Bahrami att hon förlät och benådade sin angripare, och att hon gjorde detta "för sitt land".
Mohavedi framhöll att om han skulle få sin syn förstörd, så skulle myndigheterna också ta bort Bahrami's ögon fullständigt, för att säkerställa att hon inte i hemlighet skulle ha kvar någon syn.

## Senare liv
Bahrami vägrade acceptera ekonomisk ersättning från sin angripare, då hon menade att han förtjänade ett strängare straff för sina handlingar. Hon hade dock ingen sjukvårdsförsäkring och fick betydande kostnader för sina behandlingar, vilket tvingade henne att samla in pengar på nätet för att kunna betala sina operationer.
Hon beskriver sig själv som en optimist, och jämför sig med sin äldre bror som blev traumatiserad och deprimerad av Bahramis öde och slutligen tog sitt liv i slutet av 2014. Det var hon som förlorade sin syn, men det var hennes bror som förlorade lusten att leva, och svårigheterna hon mött har stärkt henne. Hon beskriver att hon blivit mer självständig efter attacken och mött många fantastiska människor som hon inte hade en aning om att de ens fanns, och hon har lärt sig att laga mat och gå kortare sträckor. Hon har tidvis vistats i Spanien, där hon på egen hand kan gå ut, något som knappast är möjligt i Iran.
Hon uttryckte 2015 att "det är viktigt att förlåta, eftersom förlåtelse är en högtstående mänsklig egenskap" och att hon och hennes familj kände sig lättade när straffet inte genomfördes, men att hon också kände sig skyldig till de syraattacker som senare utförts och om de möjligen skulle kunnat förhindras om bestraffningen av hennes angripare hade genomförts.